# کرسل-ل-زار
کرسل-ل-زار (به فرانسوی: Corcelles-les-Arts) یک کمون در فرانسه با جمعیت ۴۷۰ نفر است که در Canton of Beaune-Sud واقع شده‌است.